# Tibor Frešo
Tibor Frešo (20. listopadu 1918, Spišský Štiavnik – 7. června 1987, Piešťany), byl slovenský hudební skladatel a dirigent.

## Životopis
V letech 1934–1940 vystudoval Hudební a dramatickou akademii v Bratislavě.
Jeho pedagogy byli:
- Alexander Moyzes – skladba
- Jozef Vincourek – dirigování
- Anna Kafendová – klavír

Už v posledních letech studií působil jako hudební redaktor, klavírista a hudební režisér bratislavského Rádiojournalu. V následujících letech po skončení bratislavské akademie odjel studovat do Říma na Regia academia di Santa Cecilia. Po návratu z Itálie působil jako dirigent v Slovenském národním divadle. Bylo to v letech 1942–1949. Potom se stal uměleckým šéfem opery v Košicích, kde pobyl až do roku 1952. Po návratu do Bratislavy, v rozmezí let 1952–1953 působil jako šéfdirigent orchestru Slovenské filharmonie. Od 1953 roku znova působil ve Slovenském národním divadle, nejprve jako dirigent, později jako šéfdirigent a nakonec jako umělecký šéf opery SND.
Byl otcem rockového baskytaristy Fedora Freša.